# Zhenda
Zhenda (kinesiska: 真达乡, 真达) är en socken i Kina. Den ligger i provinsen Sichuan, i den sydvästra delen av landet, omkring 680 kilometer väster om provinshuvudstaden Chengdu. Antalet invånare är 2 390. Befolkningen består av 1 173 kvinnor och 1 217 män. Barn under 15 år utgör 29,0 %, vuxna 15-64 år 62 %, och äldre över 65 år 7,0 %.
Genomsnittlig årsnederbörd är 750 millimeter. Den regnigaste månaden är juni, med i genomsnitt 162 mm nederbörd, och den torraste är december, med 3 mm nederbörd.